# Tren de cercarías (programa de TV)
Tren de cercanías fue un programa de entrevistas dramatizado de 60 minutos y 13 entregas emitido por TVE en la segunda cadena los martes a las 22 horas entre el 2 de mayo y el 25 de julio de 1995. Fue escrito y dirigido por Adolfo Marsillach y realizado por Jesús García Dueñas.

## Comentario
En 1995 Marsillach vuelve a TVE a petición de Ramón Colón, que le pide un programa. Primero Marsillach le presenta la sinopsis de una serie llamada Máxima audiencia en el que se burlaba...
de la excesiva influencia de los medios de comunicación sobre nuestro comportamientos y de cómo un solo individuo [un periodista de televisión, el protagonista], avispado y sin escrúpulos, podría ser capaz de desviar la trayectoria política de este país.
A Ramón Colom no le gustó y, para su sorpresa, Marsillach le ofrece hacer un programa de entrevistas. Se le ocurre un programa en el que el entrevistador es un actor, interpretado por él mismo, cuyo papel es el de recibir a los pasajeros que acuden a un lujoso vagón-restaurante de un tren de principios de siglo. Llama al programa Tren de cercanías.
Decía Marsillach: “no será un programa solo de entrevistas, sino que intentará unir dos lenguajes no contradictorios, sino contrapuestos, el de un guión dramático con otro de entrevistas”. Fundamentalmente, entrevistó mujeres, pues consideraba que: “Estamos en el siglo de la revolución femenina y quiero saber lo que piensan". “Desde luego, añadía, no vamos a hablar de Roldán, del que estoy doloridamente harto, ni de temas que ya tratan en otros ámbitos. Lo que me preocupa es lo que nos depara un futuro donde las mujeres tengan el poder y reflexionar sobre ello” 
El programa trató temas como los seductores, las fantasías íntimas femeninas, las relaciones entre madres e hijas, las mujeres y el poder, cuál sería para las mujeres el hombre 10, etc.

## Recepción
Este fue el primer programa que Marsillach hizo bajo el paradigma de la neotelevisión, es decir, de competencia con los canales privados de televisión. Y era un ecosistema que encajaba muy mal en su trayectoria. El programa tuvo poco audiencia:
Tren de cercanías, el programa que presenta en La 2 Adolfo Marsillach, sigue sin funcionar. Tras cuatro espacios emitidos, sólo en una ocasión ha alcanzado el millón de espectadores, y esta semana consiguió un escuálido 4% de cuota de pantalla, con 600.000 espectadores de media. A pesar de todo, Alejandro Lavilla, director de La 2, aseguró que el espacio se mantendrá en antena.
Jaime de Armiñán, amigo de Marsillach e invitado en el tercer programa, escribió:
He oído decir que el programa de Marsillach es aburrido. Siempre estamos en las mismas: cuando alguien usa la cabeza y el talento, en vez de las muy groseras malas artes a las que estamos hechos, el producto resulta aburrido. La maldita audiencia tira al monte, según costumbre, y así nunca jamás saldremos- los espectadores y la tele juntos- del túnel que nos ensombrece y que mayormente debería avergonzarnos.

## Lista de programas
- Solo con mujeres (2-5-1995). Elena Sánchez, Carmen Rico Godoy y Flor Núñez.
- Subirse al tren (9-5-1995). Luis Carandell, Manu Leguineche, Amparo Rivelles y Sara Montiel.
- ¿Quién teme a Caperucita? (16-5-1995). Luis Eduardo Aute, Jaime de Armiñán y Daniel Múgica.
- Mi noche con… (23-5-1995). Carmen Riglat, Ana Diosdado y Anna Rosetti.
- ¡Madre mía! (30-5-1995). María Teresa Campos, Terelu Campus, Olga Ramos, Olga María Ramos…
- El tren del marido (6-6-1995). Asunción Balaguer, Lorenzo Díaz, Rosa Posada…
- No me casé con tu madre (13-6-1995). Moncho Alpuente, Inocencio Arias, Jesús Álvarez…
- Si las mujeres mandasen (20-6-1995). Cristina Alberdi, Isabel Tocino y Mar Gazapo, guardia civil, María del Rosario Manzaneque, insumisa, Mercedes Navarro y Manuela Gómez, monjas.
- Sexo no, gracias (27-6-1995). Francisco Umbral…
- Y si Dios es mujer (4-7-1995). Carmen Sarmiento…
- Seis señoras en busca de un señor (11-7-1995). Charo López, Gloria Fuertes, Gemma Nierga. Paloma Lago, Marta Fernández....
- Mundo, demonio y carne (18-7-1995).
- Cambio de agujas (25-7-1995).